# Козара (фильм)
«Козара» (серб. Козара) — югославский двухсерийный военный художественный фильм, снятый режиссёром Велько Булайичем на киностудии «Босна филм» в 1962 году.
Фильм снят по мотивам одноименной книги Младена Олячи.

## Сюжет
Фильм основан на реальных событиях Второй мировой войны и посвящён одной из самых трагических страниц в истории Югославии — Битве на Козаре между югославскими партизанами 2-го Краинского отряда и наступающими немецко-усташско-домобранскими войсками в Северо-Западной Боснии. Окружённые на горе Козара партизаны отчаянно сражаются с превосходящими силами противника. По оценке историка Владимира Зеленина:

Трагедия Козары заключалась в том, что партизаны были вынуждены принять навязанные врагом фронтальные бои, а это в корне противоречило их испытанной тактике — отступать там, где враг сильнее, и наступать там, где он слабее или где не ожидает нападения. Слишком уж велико было неравенство в силах, вооружении и т. д. Отступить от этого правила партизан заставило присутствие десятков тысяч беженцев — их родных и близких, которым в случае ухода партизан грозила верная гибель. 

Битва на Козаре закончилась поражением партизан. Согласно заключению историка Гая Трифковича, по человеческим страданиям битва не имела себе равных в анналах югославского повстанческого движения. Немецко-усташско-домобранские войска захватили и депортировали более 68 тысяч мужчин, женщин и детей Козары. Тысячи были отправлены в Германию и далекую Норвегию в качестве принудительных рабочих. Неисчислимое количество людей умерло от болезней или было убито в концентрационных лагерях, таких как Ясеновац и Саймиште. Однако даже такие радикальные меры не смогли положить конец партизанской деятельности на Козаре.

## В ролях
- Велимир «Бата» Живоинович — Шорга
- Берт Сотлар — командир Вукша
- Любиша Самарджич — Митко
- Оливера Маркович — Анджа
- Михайло Костич-Пляка — Ахмет, замполит
- Давор Антолич
- Илия Басич
- Милорад Маич — дед
- Милена Дравич — Миля
- Тана Маскарелли — мать Маринко
- Бранко Матич
- Драгомир Фельба — Обрад
- Абдуррахман Шала — Яков
- Мирко Боман — крестьянин-паникёр
- Петар Спаич-Сульо — Дед с палкой
- Хусейн Чокич — Партизан
- Милош Кандич — Четник
- Йозо Лепетич
- Бранко Лустиг — ослепший немецкий солдат
- Божидар Смилянич
- Бранко Шполяр — немецкий капитан
- Слободан Велимирович — немецкий мотоциклист
- Мия Адамович
- Мишо Бегович — Радица
- Адам Ведерняк — Маринко
- Павле Вугринац
- Видосава Вучкович — партизанская связная
- Энвер Дзонлич — офицер усташей
- Ибро Карич
- Тамара Милетич — Злата
- Милан Милошевич — Ивица
- Хайро Хаджикарич

## Награды
- Фильм «Козара» получил Золотой приз на  III Международном кинофестивале в Москве в 1963 году.
- Лауреат премии «Большая золотая арена» — за режиссуру на кинофестивале в Пуле (1962).
- Лауреат премии за сценарий на кинофестивале в Пуле (1962).
- Награда критики в Нью-Дели.

## В искусстве
Фильм «Козара» упоминается в повести братьев Стругацких "Понедельник начинается в субботу", опубликованной в 1965 году.